# Mitología chilota
La mitología chilota está formada por los mitos, leyendas y creencias de los habitantes del archipiélago de Chiloé, ubicado en el sur de Chile. En esta mitología, que continúa vigente en el siglo XXI, se refleja la importancia que tiene el mar en la vida de los chilotes.

## Descripción general

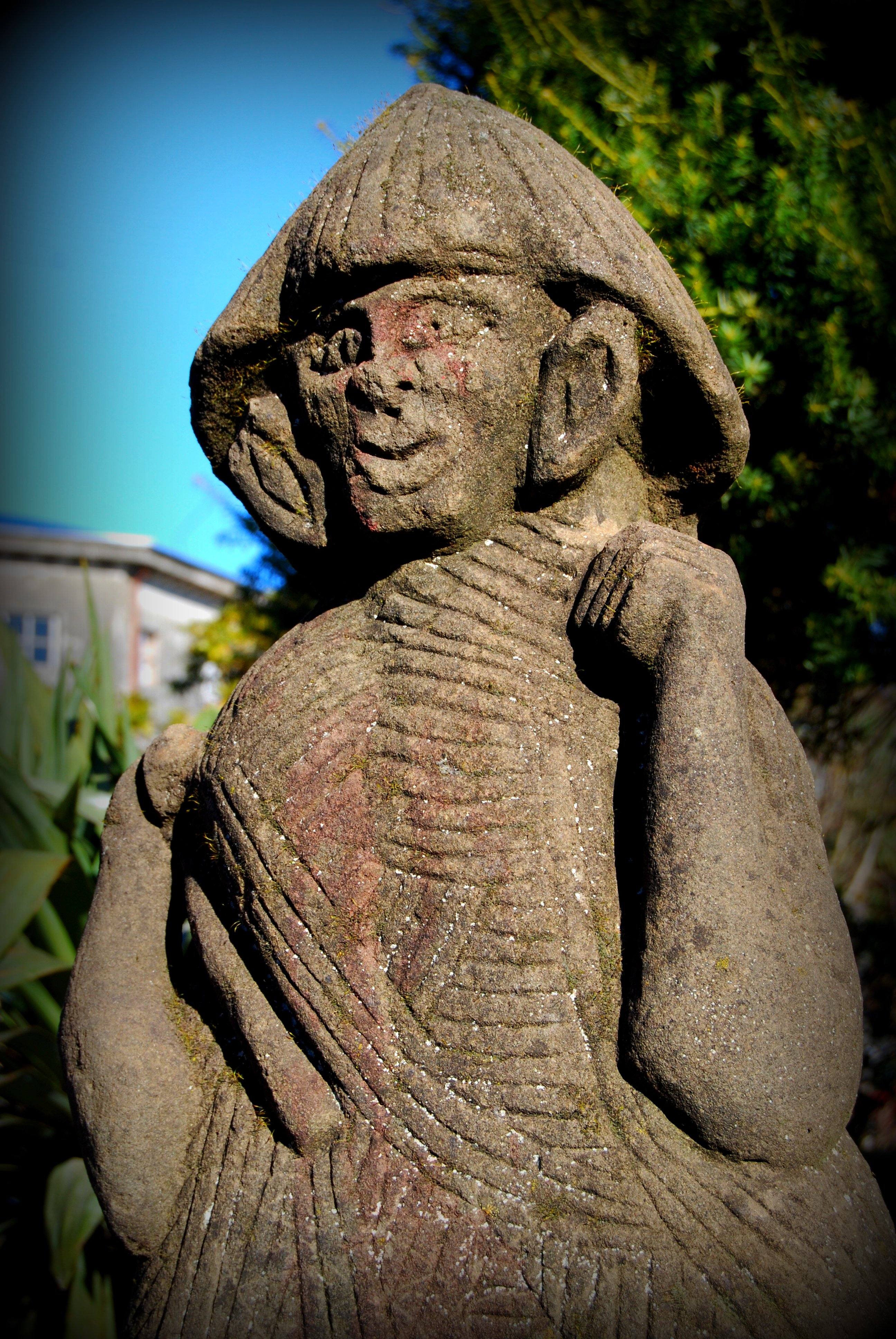
El Trauco, famoso personaje de la mitología chilota.

La mitología chilota se formó a partir de la mezcla de antiguas religiones de los pueblos indígenas (chonos y huilliches) que habitaron esta zona, y de las leyendas y supersticiones traídas por los conquistadores españoles que, en 1567 comenzaron el proceso de conquista en Chiloé, y con ello el inicio de la fusión de elementos o sincretismo que formarían una mitología propia.
Esta mitología creció y prosperó, al mantenerse muy aislada de otras creencias y mitos que se desarrollaron o existían en Chile, debido al aislamiento que sufrió el archipiélago al quedar separado del resto de las posesiones españolas en Chile, cuando fueron abandonadas o destruidas por los mapuches todas las ciudades entre el río Biobío y el canal de Chacao, después de la batalla de Curalaba en 1598.

## Jerarquía de criaturas mitológicas
El rango más alto correspondería a Tenten Vilu y Caicai Vilu, quienes en una lucha legendaria y titánica, crearon el Archipiélago. Más abajo de Caicai Vilu estaría el Millalobo como Rey de los mares, junto a su mujer la  Huenchula y los tres hijos de ambos, el Pincoy como el príncipe de los mares, la Pincoya y la sirena chilota como princesas; quienes lo ayudan en la tarea de manejar los mares. Luego el Millalobo otorgaría diferentes rangos menores a distintas criaturas mitológicas marinas. 
Las criaturas terrestres no poseen una jerarquía.

### Seres humanos en la mitología
A ciertas personas se les atribuyen poderes mágicos. Existe la creencia en brujos, quienes poseen la capacidad de volar y tendrían bajo su mandato a varias criaturas tales como el Invunche. Además se recurre a machis, persona que desempeñan un rol importante en la cultura y religión mapuche, pero que en Chiloé tienen características y funciones parcialmente diferentes.

## Personajes mitológicos

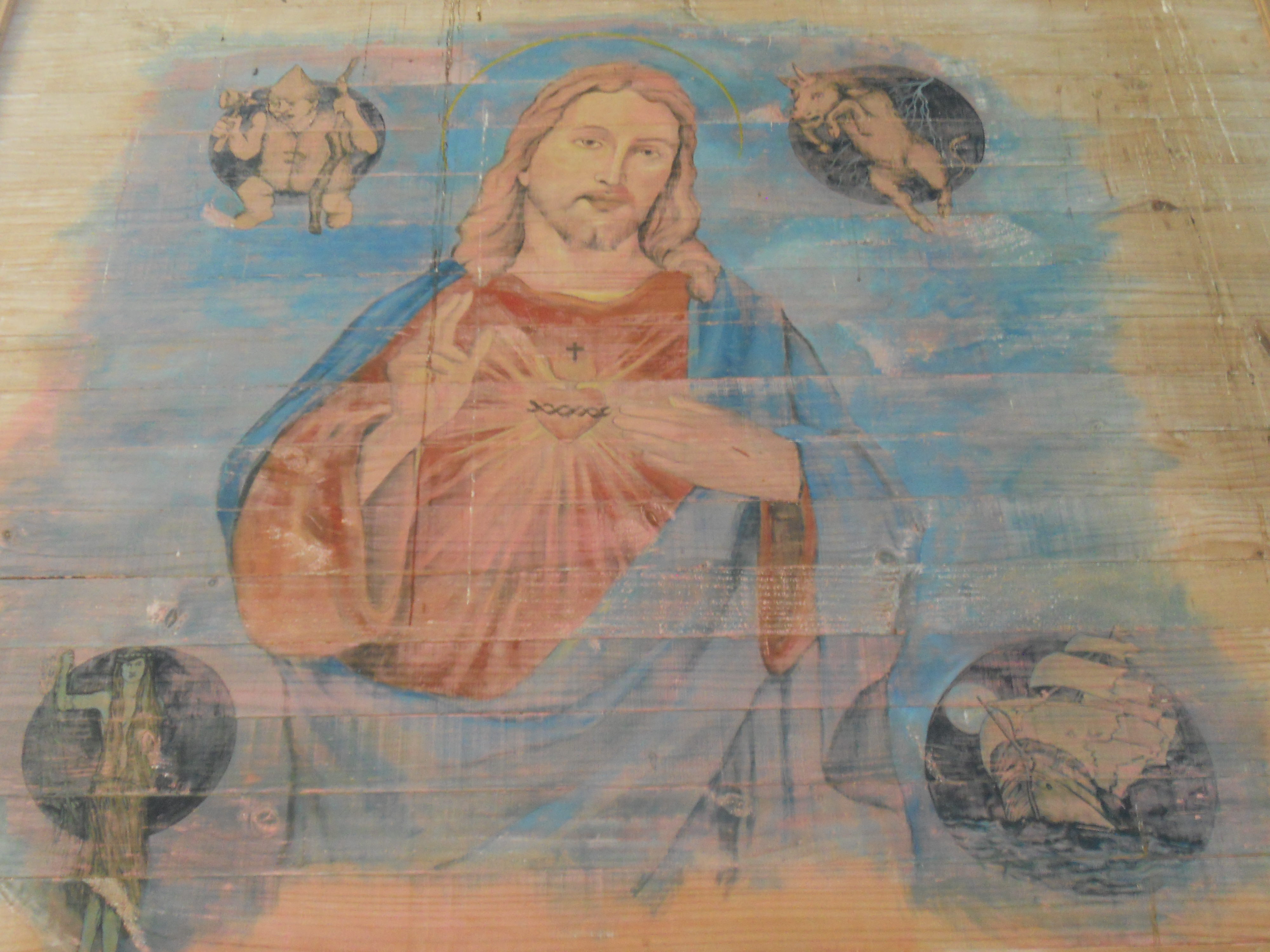
Icono en la iglesia de Dalcahue que muestra a Cristo rodeado de criaturas mitológicas. La imagen no es original, sino que se elaboró para la telenovela La Fiera, exhibida por TVN en 1999.

Para su descripción, los personajes mitológicos, normalmente, se dividen en acuáticos y terrestres:
| Personajes acuáticos - Caballo marino chilote - Caicai - Caleuche - Cahuelche - Cuchivilu - Cuero - Curamilla - Huenchula - Huenchur - Lucerna - Millalobo - Pincoy - Pincoya - Sirena chilota - Tempilcahue - Trehuaco - Vaca marina chilota | Personajes terrestres - Ánimas de Cucao - Basilisco chilote - Caballero de lata - Camahueto - Carbunclo - Coñipoñi - Coo - Deñ - Fiura - Invunche - La Condená - La Llorona - Lluhay - Mandao - Piruquina - Piuchén - Raiquén - Tenten - Trauco - Vilpoñi - Voladora |